# Janice Vidal

Janice M. Vidal, conocida también  como Janice, es una cantante cantopop  de Hong Kong de género pop, jazz y R & B. Ha interpretado temas musicales cantados principalmente en inglés, chino mandarín y cantonés, además en tagalo y coreano. Es hermana de la cantante Jill Vidal.

## Biografía
Nació el 13 de abril de 1982 en Kowloon, Hong Kong. Su padre es filipino, Joey Vidal, natural de Cebú y su madre surcoreana, nacida en Seúl y de ascendencia china. Como cantante, Vidal adoptó el nombre en chino como "Wei Lan" (卫 兰). Se la solía reconocer por su nombre artístico de "Janice". Anteriormente trabajó como cantante de un bar, era conocida anteriormente como "Renee", antes de lanzar su primer álbum debut en 2005 titulado "Ming Lok Tai" (明 乐 蒂), en un concurso de canto llamado "EEG" en 2000. A partir de 2009, su padre reside en Hong Kong, mientras que su madre vive en Corea del Sur.  A partir del 21 noviembre de 2010, fue la única cantante femenina que ocupaba con 2 puntos en el top 10 de la lista "MOOV" (junto al único cantante masculino Justin Lo).

## Carrera
En su primer concierto, Vidal indicó que firmó un contrato con el sello "Amusic", alrededor de 2003.
Durante el invierno de 2004, Vidal comenzó a captar la atención de los medios de comunicación, cubriendo uno de los éxitos clásicos de Lai titulado "Long Distance" (情深 说话 未曾 讲). La canción se convirtió rápidamente en un éxito. Algunos de sus fanes pensaron, que inicialmente se trataba de una cantante extranjera y que podía interpretar uno de los éxitos de Lai, pero se sorprendieron al descubrir que ella era una cantante de Hong Kong. En fechas de Navidad, su primera canción fue rápidamente seguida por una versión navideña, en la que Lai la había interpretado su tema musical titulado "Bu Ke Yi Shi" (不可一世), cantada en chino cantonés. La versión cantonesa "Long Distance" (情深 说话 未曾 讲) salió al aire en la radio en fechas de primavera de 2005 por primera vez.

## Discografía
| Fecha de lanzamiento  | Nombre del Álbum                   | Idioma                       | CD Type            | Reconocimientos | Etiqueta musical |
| --------------------- | ---------------------------------- | ---------------------------- | ------------------ | --------------- | ---------------- |
| 2005-04-13            | Day & Night                        | Cantonese, English           | 1 Audio CD         | Studio          | AMusic           |
| 2005-05-26            | Day & Night (2 CD Special Version) | Cantonese, English           | 2 Audio CD         | Studio          | AMusic           |
| 2005-11-25            | My Love                            | Cantonese, English, Mandarin | 1 Audio CD         | Studio          | AMusic           |
| 2006-11-21            | Do U Know                          | Cantonese, English           | 1 Audio CD + 1 DVD | Studio          | AMusic           |
| 2008-11-27            | Serving You                        | Cantonese, English           | 1 Audio CD         | Studio          | AMusic           |
| 2009-07-03            | Morning                            | English                      | 1 Audio CD         | Studio          | AMusic           |
| 2009-11-27            | WISH                               | Cantonese, English           | 2 Audio CD + 1 DVD | Studio          | AMusic           |
| 2010-02-05            | WISH (2nd Version)                 | Cantonese, English           | 2 Audio CD + 1 DVD | Studio          | AMusic           |
| 2010-10-27            | Love Diaries                       | Cantonese, English, Japanese | 1 Audio CD + 1 DVD | Studio + Live   | AMusic           |
| 2010-12-06            | Fairy Concert 2010                 | Cantonese, English, Japanese | 2 DVD + 2 Audio CD | Live            | AMusic           |
| 2010-12-30            | Fairy Concert 2010 (Blu-Ray)       | Cantonese, English, Japanese | 2 Blu-Ray Disc     | Live            | AMusic           |
| 2010-12-30 (expected) | Fairy Concert 2010 (2nd Version)   | Cantonese, English, Japanese | 2 DVD              | Live            | AMusic           |
| 2012-08-17            | 3000 Day and Night Concert 2012    | Cantonese, English           | 2 Audio CD         | Live            | AMusic           |
| 2012-12-21            | Imagine                            | Cantonese                    | 1 Audio CD         | Studio          | Amusic           |

## Filmografía
| Fecha de lanzamiento | Título                                                  | Título en chino | Personaje    |
| -------------------- | ------------------------------------------------------- | --------------- | ------------ |
| 2006, Nov            | A Melody Looking                                        | 緣邀之音        | Janice       |
| 2007, Jul            | The Girl Who Leapt Through Time (Cantonese translation) | 時をかける少女  | Makoto Konno |
| 2010, 2 Sep          | Frozen                                                  | 為你鍾情        | "穎"(Wingz)  |

## Concierto
| Año  | Fecha              | Título                            | Nombre del espectáculo | Locación                                                         | Protocinador                     |
| ---- | ------------------ | --------------------------------- | ---------------------- | ---------------------------------------------------------------- | -------------------------------- |
| 2007 | 29 March – 1 April | My First                          | 4                      | Hong Kong Coliseum                                               | Hang Seng Bank Credit Card       |
| 2007 | 30 September       | My First                          | 1                      | Guangzhou (Canton)                                               | Budweiser                        |
| 2008 | 1 May              | My First                          | 1                      | Stadium Merdeka                                                  | Celcom X-Pax                     |
| 2008 | 8 Nov              | Magic Live Concert – Janice Vidal | 1                      | Star Hall in Hong Kong International Trade and Exhibition Centre | The Community Chest of Hong Kong |
| 2010 | 16–17 October      | Fairy                             | 2                      | Hong Kong Coliseum                                               | IDA                              |

## Premios
| Año  | Fecha                                        | Premios |
| ---- | -------------------------------------------- | --- |
| 2005 | 26 Dec                                       | Metro Radio I-Tech Metro Newbies Award                                                                        |
| 2006 | 1 Jan                                        | Commercial Radio Female newbies of the Year – Gold Award                                                      |
| 2006 | Jan 16                                       | TVB Best New Female Singer – Gold Award                                                                       |
| 2006 | Jan 16                                       | TVB Top 10 Song:Run Away from Home                                                                            |
| 2006 | Jan 16                                       | TVB Best Performance-Silver                                                                                   |
| 2006 | Jan 16                                       | TVB Four Media Best Performance Award-Gold                                                                    |
| 2006 | 23 Jan                                       | RTHK Best New Female Singer – Gold Award                                                                      |
| 2006 | Jan                                          | Sina Music Best Female Newbies – Gold Award                                                                   |
| 2006 | Jan                                          | Sina most listen Duets – "24"                                                                                 |
| 2006 | Apr                                          | IFPI Hong Kong – 2005 Ten Best Sales Local Artistes                                                           |
| 2006 | Apr                                          | IFPI Hong Kong – 2005 Most Sales Female Newbies                                                               |
| 2007 | 1 Jan                                        | Commercial Radio Best Female Singer – Bronze Award                                                            |
| 2007 |                                              | Metro Radio Best Female Singer                                                                                |
| 2007 | Metro Radio Karaoke Hit Song:My Love My Fate | |
| 2007 | Metro Radio Hit Song:Run Away from Home      | |
| 2007 |                                              | 29th (2008) RTHK Top Ten Singers 2007                                                                         |
| 2007 | 29 Jan                                       | Sina Music No 3 Most listened – "離家出走" (Run Away from Home)                                               |
| 2007 | 29 Jan                                       | Sina Music Direct Most listened Program – Janice x Jill new Album                                             |
| 2008 |                                              | 30th (2009) RTHK Top Ten Singers 2008                                                                         |
| 2008 |                                              | Metro Radio My Most Admired Female Singer                                                                     |
| 2008 | Metro Radio Hit Song:Doesn't Matter          | |
| 2010 | 30 Jan                                       | 32nd (2009) RTHK Top 10 Song Award – "就算世界無童話" (If The World Has No Fairy Tales)                       |
| 2010 | 30 Jan                                       | 32nd (2009) RTHK Vocalist Award (Commonly known as Top 10 Singer, was awarded to more than 10 singer in 2009) |
| 2010 | 26 Jan                                       | 2009 Sina Music Most Listened 20 – "就算世界無童話" (If The World Has No Fairy Tales)                         |
| 2010 | 26 Jan                                       | 2009 Sina Music Most Listened Album – "Wish"                                                                  |
| 2010 | 7 Apr                                        | IFPI Hong Kong – 2009 Ten Best Sales Releases, Cantonese – Serving You                                        |
| 2010 | 7 Apr                                        | IFPI Hong Kong – 2009 Ten Best Sales Releases, Cantonese – Wish                                               |
| 2010 | 7 Apr                                        | IFPI Hong Kong – 2009 Ten Best Sales Local Artistes                                                           |
| 2010 | 7 Apr                                        | IFPI Hong Kong – 2009 The Best Sales Local Female Vocalist                                                    |
| 2010 | 29 Dec                                       | Metro Radio Hit Song: "愛在天地動搖時" (Love while the world is shaking)                                      |
| 2010 | 29 Dec                                       | Metro Radio Hit Duet Song: "男人信甚麼" (What Men Believe) – With JW                                          |
| 2010 | 29 Dec                                       | Metro Radio Best Female Singer                                                                                |
| 2010 | 29 Dec                                       | Metro Radio Best Song: "男人信甚麼" (What Men Believe) – With JW                                              |

| Year | Date                       | Awards                                     |
| ---- | -------------------------- | ------------------------------------------ |
| 2005 |                            | Yahoo Search Popular Awards: Most Increase |
| 2005 |                            | PM Popular Talented New Female Stars       |
| 2005 |                            | PM Readers Choice Song: Big Brother        |
| 2005 | PM Readers Choice Duet: 24 |                                            |
| 2005 |                            | Road Show Respected Newcomer               |

## Música pop en los charts
| Año  | Single                                                | Posiciones       | Posiciones                  | Posiciones            | Posiciones    | Posiciones |
| Año  | Single                                                | RTHK Chinese Pop | CRHK 903 Ultimate / Foreign | Metro Radio Pop Chart | JSG Billboard | MOOV Chart |
| ---- | ----------------------------------------------------- | ---------------- | --------------------------- | --------------------- | ------------- | ---------- |
| 2005 | "In Love Again"                                       | -                | -                           | -                     | -             | -          |
| 2005 | "一夜傾情"                                            | -                | -                           | -                     | -             | -          |
| 2005 | "不可一世" (Not For Life)                             | -                | 10                          | -                     | -             | -          |
| 2005 | "情深說話未曾講" (Deep Loving Words Unspoken)         | -                | 9                           | 10                    | -             | -          |
| 2005 | "大哥" (Big Brother)                                  | 3                | 4                           | 4                     | 9             | -          |
| 2005 | "十個他不如你一個" (Ten of him can't compare to you)" | 1                | 2                           | 2                     | 7             | -          |
| 2005 | "一埸誤會" (Misunderstanding)                         | -                | 12                          | -                     | -             | -          |
| 2005 | "今夜你不會來" (You Won't Come Tonight)               | 1                | 11                          | 2                     | 3             | -          |
| 2006 | "心亂如麻" (Messy Heart)                              | 1                | 4                           | 1                     | -             | -          |
| 2006 | "My Love My Fate"                                     | 1                | 1                           | 1                     | -             | -          |
| 2006 | "愛才" (Love Talent)                                  | 1                | 7                           | 1                     | 1             | 1          |
| 2006 | "離家出走" (Run Away from Home)                       | 1 (2 wks)        | 1                           | 1                     | 1             | 1          |
| 2007 | "深愛" (Deep Love)                                    | 1                | 1                           | 2                     | -             | 4          |
| 2007 | "愛你還愛你" (Love You Still Love You)                | 1                | 3                           | 1                     | -             | 2          |
| 2007 | "我為何讓你走"(衛蘭 & 黎明 合唱)                      | 14               | -                           | 3                     | -             | -          |
| 2007 | "快樂地圖Let's Go"                                    | 1                | -                           | -                     | -             | -          |
| 2007 | "童夢 (feat.光良)" (Children's fairytale)             | 3                | 12                          | 1                     | 1             | -          |
| 2007 | "無所謂" (Doesn't Matter)                             | 3                | 9                           | 3                     | 1             | 3          |
| 2008 | "雜技" (Acrobatics)                                   | 1                | 2                           | 1                     | -             | 1 (3wks)   |
| 2008 | "如水" (Like Water)                                   | 1                | –                           | 1                     | –             | 1 (3wks)   |
| 2008 | "主角愛我" (Main character loves me)                  | –                | –                           | –                     | –             | 1 (2wks)   |
| 2008 | "陰天假期" (Cloudy Vacation)                          | 3                | 13                          | 1                     | 1             | 2          |
| 2008 | "就算世界無童話" (If The World Has No Fairy Tales)    | 1 (2 wks)        | 2                           | 1                     | 1             | 1 (6 wks)  |
| 2009 | "My Cookie Can"                                       | 3                | 5                           | 3                     | –             | 7          |
| 2009 | "愛深過做人" (Love is harder than life)               | 1                | –                           | –                     | –             | 1          |
| 2009 | "999"                                                 |                  |                             |                       |               |            |
| 2009 | "Rainbows"                                            |                  | 1                           |                       |               | 2          |
| 2009 | "Please"                                              |                  |                             |                       |               | 1          |
| 2009 | "Wish"                                                |                  |                             |                       |               | 1          |
| 2009 | "心有不甘" (Unwilling Heart)                          | 1                |                             |                       |               | 1          |
| 2009 | "殘酷遊戲" (Cruel Game)                               | 3                | 16                          | 1                     | 1             | 1          |
| 2010 | "唯愛人間" (Only Love Human World)                    | 3                | 14                          | 2                     | –             | 4          |
| 2010 | "男人信甚麼" (衛蘭 & JW 合唱) (What Men Believe)      | 1                | 10                          | 1                     | 1             | 1 (5wks)   |
| 2010 | "溫差" (Temperature Difference)                       | 10               | –                           | 9                     | –             | 1 (3wks)   |
| 2010 | "2012"                                                | 9                | –                           | 3                     | –             | 1          |
| 2010 | 你的女人 (Your Woman)                                 | –                | –                           | –                     | –             | –          |
| 2010 | Wonderland (衛蘭 & 24 Herbs 合唱)                     | 2                | –                           | 4                     | –             |            |
| 2010 | 愛在天地動搖時 (Love while the world is shaking)      | 2                | –                           | 1                     | 1             |            |
| 2012 | 愛沒有假如                                            | –                | –                           | –                     | –             |            |
| 2012 | 他不慣被愛                                            | –                | –                           | –                     | –             |            |
|      | Total number of No. 1 singles                         | 12               | 3                           | 10                    | 7             | 7          |

HK Record Merchant (香港 唱片 商会) Album Chart de ventas

| Año  | Álbum        | Posición |
| ---- | ------------ | -------- |
| 2005 | Day & Night  | 1        |
| 2006 | My Love      | 1        |
| 2006 | Do U Know    | 1        |
| 2008 | Serving You  | 1        |
| 2009 | Morning      | 3        |
| 2009 | Wish         | 2 (3wks) |
| 2010 | Love Diaries | 2        |